# Эйрс, Кларенс Эдвин
Кларенс Эдвин Эйрс (англ. Clarence Edwin Ayres; 6 мая 1891, Лоуэлл, шт. Массачусетс — 24 июля 1972, Аламогордо, шт. Нью-Мексико) — американский экономист, представитель институционального направления в экономической теории.
Учился в университете Брауна (Провиденс, шт. Род-Айленд); доктор философии Чикагского университета (1917). Преподавал в колледжах Амхерст и Рид; с 1927 по 1968 год работал в Техасском университете.
Лауреат премии Веблена — Коммонса (1969).

## Основные произведения
- The Problem of Economic Order (1938)
- «Теория экономического прогресса» (The Theory of Economic Progress, 1944);
- The Divine Right of Capital (1946)
- «Индустриальная экономика: её технологический базис и институциональная судьба» (The Industrial Economy: its technological basis and institutional destiny, 1952).
- Toward a Reasonable Society (1961)